# Daniel Doumerc
Daniel Doumerc, né le 30 août 1738 à Montauban (Tarn-et-Garonne) et décédé le 26 juillet 1816 à Paris, est un banquier et homme politique français. 

## Biographie
Lors de son mariage, il est négociant et habite rue Montmartre. En 1774, il est toujours négociant et demeure rue Poissonnière. En tant que régisseur général des Vivres de la Guerre, chargé de l'approvisionnement des blés pour le compte du Roi, il est compromis dans la « guerre des farines », une sombre affaire de détournement de vivres sous le ministère Turgot, ayant entraîné une disette et des émeutes à Paris, à la suite de quoi, le 5 mai 1775, il est embastillé pendant six semaines :

« Il n'était question en principe que de fournir du blé aux régiments des Gardes Françaises et Suisses. L'abbé Terray fit confiance à Doumerc, un prête-nom de Le Ray de Chaumont, et Turgot à des marchands de La Rochelle, les [frères Éloi-Louis et Dominique-César] Leleu... L'Hôtel de Ville avait été dépossédé de ses attributions par les officiers de police ; mais ceux-ci ont fini par passer la main, à leur tour, à des hommes d'affaires si étroitement liés à la Cour qu'ils sombraient en même temps que le ministre qui les avait mandatés ; en 1775, Turgot fit embastiller Doumerc, le suppôt de Terray, jeté en pâture au ressentiment populaire. La disette ne pouvait plus être un accident ; elle devenait une affaire d'État. »

Il est libéré le 20 juin 1775. Cette affaire donne lieu à une enquête, puis un non-lieu les mois suivants qui laisse apparaître un détournement de plusieurs millions de livres,,.
À la naissance de son fils Auguste, il est toujours régisseur général des vivres de la Guerre et habite toujours rue Poissonnière. En 1783, il est dit « écuyer, seigneur de Pierre Buttée, Lamotte, La Maison Rouge et autres lieux » et demeure faubourg Saint-Denis. Il possède de nombreuses propriétés dans la région parisienne, notamment du côté de Deuil, Épinay, Pierrefitte, Stains, la Courneuve et Louveciennes. Il est également propriétaire de maisons de rapport à Paris au coin des rue Greneta et rue de la Tonnellerie.
Le 27 floréal an 2 (16 mai 1794), il achète l'hôtel de la Force à Montauban pour 60 000 livres payables en assignats aux héritiers de Jean Dumas. L'hôtel de la Force, composé d'un corps central que flanquaient deux pavillons à frontons triangulaires, précédait un vaste parc aménagé sur l'emplacement d'un ancien cimetière protestant et s'étendant sur plus d'un hectare et demi. Il le revend le 18 septembre 1801 à mademoiselle Jacquette Renée de Caumont, des seigneurs de Montbeton, branche montalbanaise des Caumont.
Il s'enfuit dans le Sud-Ouest sous la Terreur et est placé sur la liste des émigrés. Ses biens sont confisqués. Il est élu député (royaliste) du Lot le 17 octobre 1795, au conseil des Cinq Cents, mais exclu en raison de son statut d'émigré jusqu'à ce que sa situation soit régularisée, le 22 mars 1796. Après le coup d'état de fructidor (1797) contre les royalistes, il est déporté à l'île d'Oléron, et ses biens sont mis sous séquestre. Libéré après le coup d'état du 18 brumaire (novembre 1799) qui marque le début du Consulat, il recouvre ses biens. En 1803, il demeure à Stains. Bernard-François Balzac (1746-1829), le père de Balzac, travailla dans la banque Doumerc, avant 1797.
En 1805, à la naissance de son petit-fils Eugène Daniel, il habite rue Neuve des Mathurins n° 103 division de la Place Vendôme. En 1810, à la naissance de son petit-fils Jules Louis Joseph, il est témoin, « ex-législateur » et habite au 42 rue Basse-du-Rempart, division de la Place Vendôme. C'est là qu'il demeure jusqu'à sa mort. Son acte de décès indique qu'il est « écuyer, ancien régisseur général des Vivres de Terre et de Mer ».